# Marktsteft
Marktsteft este un oraș din Franconia Inferioară, landul Bavaria, Germania.